# Tokyo Tarareba Girls
Tokyo Tarareba Girls (東京タラレバ娘, Tōkyō tarareba musume) est un josei manga de Akiko Higashimura, prépublié dans le magazine Kiss entre mars 2014 et avril 2017 et publié par l'éditeur Kōdansha en un total de neuf volumes reliés. La version française est éditée par Le Lézard noir.
La série rencontre un grand succès populaire et critique, remportant notamment le Prix Eisner dans la catégorie « Meilleure édition américaine d'une œuvre internationale - Asie » en 2019.
Trois séries dérivées du même auteur sont également prépubliées dans le magazine Kiss : Tarare Bar en 2017, Tokyo Tarareba Girls Returns en 2018 et Tokyo Tarareba Girls Season 2 en 2019.
La série est adaptée en une série télévisée japonaise de dix épisodes diffusés sur Nippon TV entre janvier et mars 2017.

## Synopsis
Rinko, une scénariste vivant à Tokyo, ne s'est pas encore mariée à 33 ans. Insatisfaite en amour et au travail, elle va souvent boire avec Kaori et Koyuki, ses meilleures amies depuis l'université. Un jour, alors que les trois femmes dinent dans un izakaya comme à leur habitude, se plaignant des hommes qu'elles ont fréquenté, un mystérieux et attirant individu nommé Key leur déclare qu'elles ne sont pas mariées parce qu'elles ne cessent de se demander « si elles avaient fait ci... » ou « s'il avait été... ». Rinko décide alors de trouver quelqu'un et de se marier avant les Jeux olympiques d'été de 2020.

## Personnages
- Rinko Kamata (鎌田 倫子, Kamata Rinko?)
- Kaori Yamakawa (山川 香?)
- Koyuki Torii (鳥居 小雪?)
- Key (キー?) / Haruki Kagitani (鍵谷春樹?)
- Tetsuro Hayasaka (早坂 哲郎?)
- Ryo Samejima (鮫島 涼?)
- Mami Shibata (芝田 マミ?)
- Yasuo Torii (鳥居 安男?)
- Yoshio Marui (丸井 良男?)
- Tara (タラ?)
- Reba (レバ?)

## Manga
Scénarisé et illustré par Akiko Higashimura, Tokyo Tarareba Girls est prépublié dans le magazine josei Kiss entre le 24 mars 2014 et le 25 avril 2017,. La série est publiée par l'éditeur Kōdansha en un total de neuf tankōbon sortis entre septembre 2014 et juillet 2017.
Aux États-Unis, la version anglaise de la série est licenciée par Kodansha USA, sortie tout d'abord en version digitale en février 2017 puis en volumes reliés entre juin 2018 et octobre 2019,. La version française est éditée par Le Lézard noir en un total de 9 volumes reliés sortis entre septembre 2020 et novembre 2022.

### Liste des volumes
| no | Japonais          | Japonais          | Français         | Français          |
| no | Date de sortie    | ISBN              | Date de sortie   | ISBN              |
| -- | ----------------- | ----------------- | ---------------- | ----------------- |
| 1  | 12 septembre 2014 | 978-4-06-340935-2 | 3 septembre 2020 | 978-2-353-48190-3 |
| 2  | 13 mai 2015       | 978-4-06-340956-7 | 13 novembre 2020 | 978-2-353-48199-6 |
| 3  | 12 août 2015      | 978-4-06-340964-2 | 7 janvier 2021   | 978-2-353-48200-9 |
| 4  | 11 décembre 2015  | 978-4-06-340974-1 | 22 avril 2021    | 978-2-353-48209-2 |
| 5  | 13 mai 2016       | 978-4-06-340988-8 | 2 septembre 2021 | 9782353482191     |
| 6  | 13 septembre 2016 | 978-4-06-340997-0 | 20 janvier 2022  | 9782353482313     |
| 7  | 13 janvier 2017   | 978-4-06-398007-3 | 5 mai 2022       | 9782353482467     |
| 8  | 13 avril 2017     | 978-4-06-398017-2 | 25 août 2022     | 9782353482542     |
| 9  | 13 juillet 2017   | 978-4-06-398024-0 | 25 novembre 2022 | 978-2-35348-257-3 |

### Séries dérivées
Tokyo Tarareba Girls est adaptée en trois séries dérivées également scénarisées et dessinées par Akiko Higashimura.
La première, Tokyo Tarareba Girls Extra Edition: Tarare Bar (東京タラレバ娘番外編 タラレBar, Tōkyō Tarareba Musume Bangai-hen: Tarare Bar), met en scène Tara et Reba, les mascottes imaginaires de Rinko, gérant un bar et répondant aux questions des lecteurs concernant les relations amoureuses. La série est prépubliée dans le magazine josei Kiss entre le 25 octobre 2017 et le 25 décembre 2018. Kōdansha réunit les dix chapitres en un tankōbon sorti le 13 mars 2019,
la seconde, Tokyo Tarareba Girls Returns (東京タラレバ娘 リターンズ, Tōkyō Tarareba Musume Ritānzu), suit la vie de Rinko, Kaori et Koyuki après les évènements de Tokyo Tarareba Girls. La série est également prépubliée dans le Kiss entre le 25 octobre 2018 et le 25 décembre 2018,. Kōdansha réunit les trois chapitres de la série en un tankōbon sorti le 13 mars 2019,. Lors de l'Anime NYC (en) 2019, Kōdansha USA annonce l'acquisition des droits de la série pour la version anglaise, disponible en version numérique le 24 décembre 2019. La version française est publiée par Le Lézard noir en un volume sorti le 5 juillet 2023  (ISBN 978-2-35348-330-3).
La troisième série, Tokyo Tarareba Girls Season 2 (東京タラレバ娘 シーズン2, Tōkyō Tarareba Musume Shīzun 2), suit de nouveaux personnages gravitant autour de Reina Hirota, une célibataire de trente ans, travaillant à temps partiel dans une bibliothèque et vivant chez ses parents. La série est prépubliée dans le Kiss entre le numéro de juin 2019 (sorti le 25 avril 2019), et le numéro de novembre 2021 (sorti le 25 septembre 2021),. Kōdansha publie la série en un total de six tankōbon sortis entre le 11 octobre 2019, et le 12 novembre 2021. La version française est publiée par Le Lézard noir avec un premier volume sorti le 4 octobre 2023.

## Série télévisée

Logo original de l'épisode spécial 2020.

Une série télévisée japonaise de dix épisodes adaptant Tokyo Tarareba Girls est diffusée sur Nippon TV entre le 18 janvier 2017 et le 22 mars 2017,. Le rôle de Rinko est joué par Yuriko Yoshitaka, Kaori par Nana Eikura, Koyuki par Yūko Ōshima et Key par Kentaro Sakaguchi (en). Le générique d'ouverture est Tokyo Girls interprété par le groupe féminin de J-pop Perfume. La série sort en DVD et Blu-ray au Japon le 2 août 2017.
Un épisode télévisé spécial de deux heures intitulé Tokyo Tarareba Girls 2020 (東京タラレバ娘2020, Tōkyō Tarareba Musume 2020) est diffusé sur Nippon TV le 7 octobre 2020. Il est également réalisé par Yuma Suzuki et scénarisé par Yūko Matsuda, les acteurs de la série de 2017 reprenant également leur rôle,,.

## Accueil et distinctions
Le deuxième volume de Tokyo Tarareba Girls atteint la 5e place du classement manga hebdomadaire Oricon avec 95 639 exemplaires vendus le 24 mai 2015 ; le volume 3 atteint la 17e place avec 110 632 exemplaires vendus le 23 août 2015 ; le volume 4 atteint la 12e place avec 114 433 exemplaires vendus le 20 décembre 2015 ; le volume 5 atteint la 6e place avec 157 244 exemplaires vendus le 29 mai 2016 ; le volume 6 atteint la 4e place avec 112 865 exemplaires vendus le 18 septembre 2016 et le volume 7 atteint la 1re place du classement avec 73 574 exemplaires vendus le 21 janvier 2017.
La série est classée 2e du sondage Kono Manga ga Sugoi! du top 20 des mangas pour lectorat féminin en 2015 et 2e également de la même liste l'année suivante. Le magazine Da Vinci de Kadokawa Media Factory classe la série 19e de sa liste des livres de l'année 2017.
En 2016, Tokyo Tarareba Girls est nommé pour le 9e Manga Taishō, finissant finalement à la 9e place avec 29 points. La même année, la série est nommée pour le 40e Prix du manga Kōdansha dans la catégorie « Générale ».
En 2019, la série remporte le Prix Eisner dans la catégorie « Meilleure édition américaine d'une œuvre internationale - Asie ».
En 2021, la traduction française de Miyako Slocombe remporte le Prix Konishi du Festival d'Angoulême 2021.